# Krisia Todorova
Krisiya  Marinova Todorova  (Крисия Маринова Тодорова en búlgaro) es una cantante búlgara, nacida en Varna el 1 de junio de 2004. Actualmente vive en la ciudad de Razgrad, al noreste de Bulgaria.Tiene dos hermanas; Tiffany y Marina Todorova.
Empezó a estudiar música a los seis años en diferentes escuelas de música. Actualmente, estudia y prepara su carrera musical junto a su profesora Svilena Decheva, con la que también aprende a tocar el piano en el "Centre for work with Children" en Razgrad.
Krisia saltó a la fama el 30 de diciembre  de 2013  cantando "Listen" de Beyoncé. En pocos días el video alcanzó más de 100.000 visitas.
Desde entonces,  ha ganado numerosos premios en diversas competiciones de Bulgaria; aunque el mayor éxito le llegó en 2014  cuando participó en el programa "Slavi's Show" de la cadena de televisión búlgara bTV, que le permitió participar posteriormente en el show televisivo "Запознай се с малките“ (Conoce a los niños en  español).
En junio de 2014 Krisia fue elegida para cantar el Himno Nacional de Bulgaria "Moya strana, moya Bālgariya" (Моя страна, моя България) en el Estadio Nacional de Sofía en la Ceremonia de Apertura de los cuartos de final de la UEFA Europa League,  en el partido de fútbol que enfrentó al equipo búlgaro Ludogorets frente al equipo español Valencia CF. 
En 2014 fue seleccionada junto a los hermanos Hasan & Ibrahim para representar a Bulgaria en el Festival de la Canción de Eurovisión Junior 2014 con su canción "Planet of the Children". Quedaron en segundo lugar con 147 puntos, por detrás de Italia y por delante de Armenia. De esta forma consiguieron el mejor puesto de Bulgaria en el festival.
A partir de su fama comenzó a cantar en "МАЛКИТЕ" o "PEQUEÑOS" en español, en el que participan 3 pequeños niños: Krisia Todorova (Cantante), Andreev (cuenta historias divertidas) y Tereza Todorova (cantante) que gracias al señor Slavi Trifonov y su show "SlaviShow" pueden demostrar sus habilidades.
- Página oficial en Facebook